# Argyle (Wisconsin)
Argyle ist eine Gemeinde (mit dem Status „Village“) im Lafayette County im US-amerikanischen Bundesstaat Wisconsin. Das U.S. Census Bureau ermittelte bei der Volkszählung 2020 eine Einwohnerzahl von 783.

## Geografie
Argyle liegt im Südwesten Wisconsins am Pecatonica River, einem Nebenfluss des in den Mississippi mündenden Rock River. Die vom Mississippi gebildete Grenze zu Iowa befindet sich 75 km westlich, die Grenze zu Illinois verläuft 30 km südlich der Stadt. Die geografischen Koordinaten von Argyle sind 42°44′13″ nördlicher Breite und 89°54′05″ westlicher Länge. Das Stadtgebiet erstreckt sich über eine Fläche von 1,61 km². 
Nachbarorte sind Blanchardville (13,1 km nördlich), Monticello (26,1 km östlich), Monroe (24,4 km südöstlich), Browntown (19,2 km südsüdöstlich), South Wayne (18,3 km südlich), Wiota (13,1 km südwestlich) und Lamont (10,9 km westlich).
Die nächstgelegenen größeren Städte sind La Crosse (213 km nordwestlich), Wisconsins Hauptstadt Madison (73,4 km nordöstlich), Rockford in Illinois (97,1 km südöstlich), Die Quad Cities in Iowa und Illinois (202 km südwestlich) sowie Dubuque in Iowa (84,7 km westsüdwestlich).

## Verkehr
In Argyle treffen die Wisconsin State Highways 78 und 81 zusammen. Alle weiteren Straßen sind untergeordnete Landstraßen, teils unbefestigte Fahrwege sowie innerörtliche Verbindungsstraßen.
Die nächsten Flughäfen sind der Dane County Regional Airport in Madison (83,5 km nordöstlich) und der Dubuque Regional Airport (97,5 km westsüdwestlich).

## Bevölkerung
Nach der Volkszählung im Jahr 2010 lebten in Argyle 857 Menschen in 366 Haushalten. Die Bevölkerungsdichte betrug 532,3 Einwohner pro Quadratkilometer. In den 366 Haushalten lebten statistisch je 2,34 Personen. 
Ethnisch betrachtet setzte sich die Bevölkerung zusammen aus 99,1 Prozent Weißen, 0,1 Prozent Afroamerikanern, 0,4 Prozent amerikanischen Ureinwohnern sowie 0,1 Prozent aus anderen ethnischen Gruppen; 0,4 Prozent stammten von zwei oder mehr Ethnien ab. Unabhängig von der ethnischen Zugehörigkeit waren 2,0 Prozent der Bevölkerung spanischer oder lateinamerikanischer Abstammung. 
24,9 Prozent der Bevölkerung waren unter 18 Jahre alt, 57,8 Prozent waren zwischen 18 und 64 und 17,3 Prozent waren 65 Jahre oder älter. 48,2 Prozent der Bevölkerung war weiblich.
Das mittlere jährliche Einkommen eines Haushalts lag bei 48.281 USD. Das Pro-Kopf-Einkommen betrug 20.470 USD. 5,0 Prozent der Einwohner lebten unterhalb der Armutsgrenze.